# Hamburg-Rahlstedt
Rahlstedt ist ein Hamburger Stadtteil im Bezirk Wandsbek am nordöstlichen Rand Hamburgs und grenzt an den schleswig-holsteinischen Kreis Stormarn.

## Geographie
Rahlstedt ist ein nordöstlicher Stadtteil Hamburgs. Er ist der flächenmäßig größte Stadtteil innerhalb des Bezirks Wandsbek. Innerhalb Hamburgs ist er der einwohnerstärkste und der flächenmäßig drittgrößte Stadtteil. Zu Rahlstedt gehören die Ortsteile Alt-Rahlstedt, Neu-Rahlstedt, Meiendorf, Oldenfelde, Hohenhorst und Großlohe. Rahlstedt grenzt an die Stadtteile Volksdorf, Farmsen-Berne, Tonndorf und Jenfeld und an den Kreis Stormarn in Schleswig-Holstein.
Durch Rahlstedt fließt die in der Nähe der Ortschaft Siek (Kreis Stormarn) entspringende Wandse mit ihren Nebenflüssen (u. a. Rahlau, Stellau und Stellmoorer Quellfluss). Die Rahlau mündet etwa in Höhe der Nordmarkstraße in die Wandse, die Stellau etwa in Höhe der Wilhelm-Grimm-Straße, der Stellmoorer Quellfluss noch innerhalb des Stellmoorer Tunneltals.
Die neben den Flüssen auffälligsten Geländemerkmale finden sich als Überreste der letzten Eiszeit in den beiden großflächigen Naturschutzgebieten Stellmoorer Tunneltal und Höltigbaum. Zusammen mit dem Stapelfelder Moor liegen drei Naturschutzgebiete in dem Stadtteil. Damit gehört Rahlstedt zu den ganz wenigen Hamburger Stadtteilen, die nicht nur eines, sondern gleich mehrere Naturschutzgebiete aufweisen.

## Geschichte

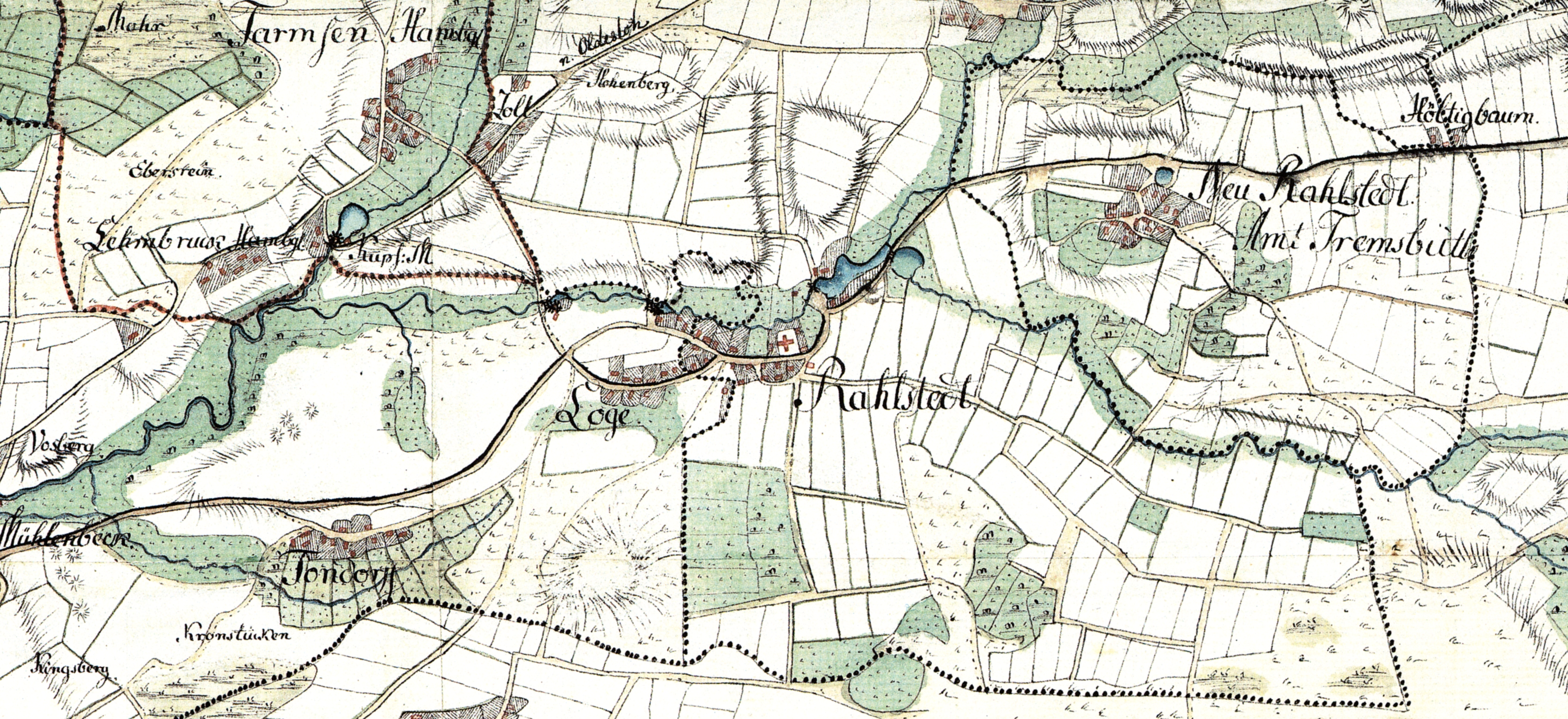
Rahlstedt und Umgebung um 1790

Altrahlstedter Kirche 1903

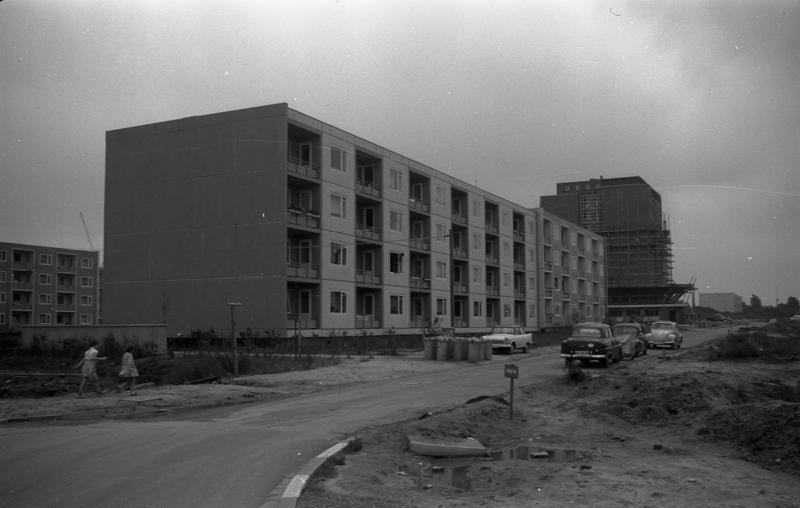
Hohenhorst 1961

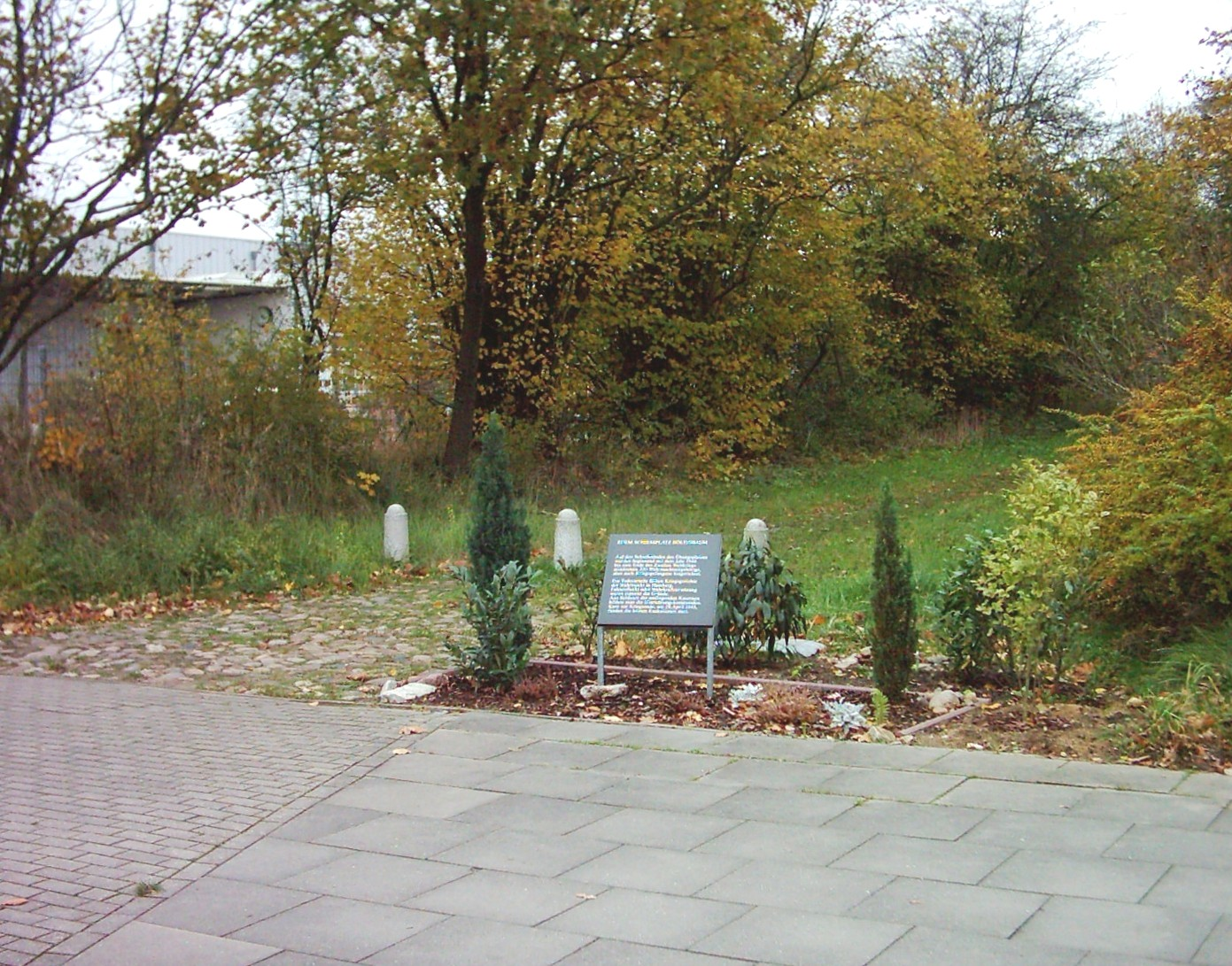
Gedenkstätte Schießplatz Höltigbaum

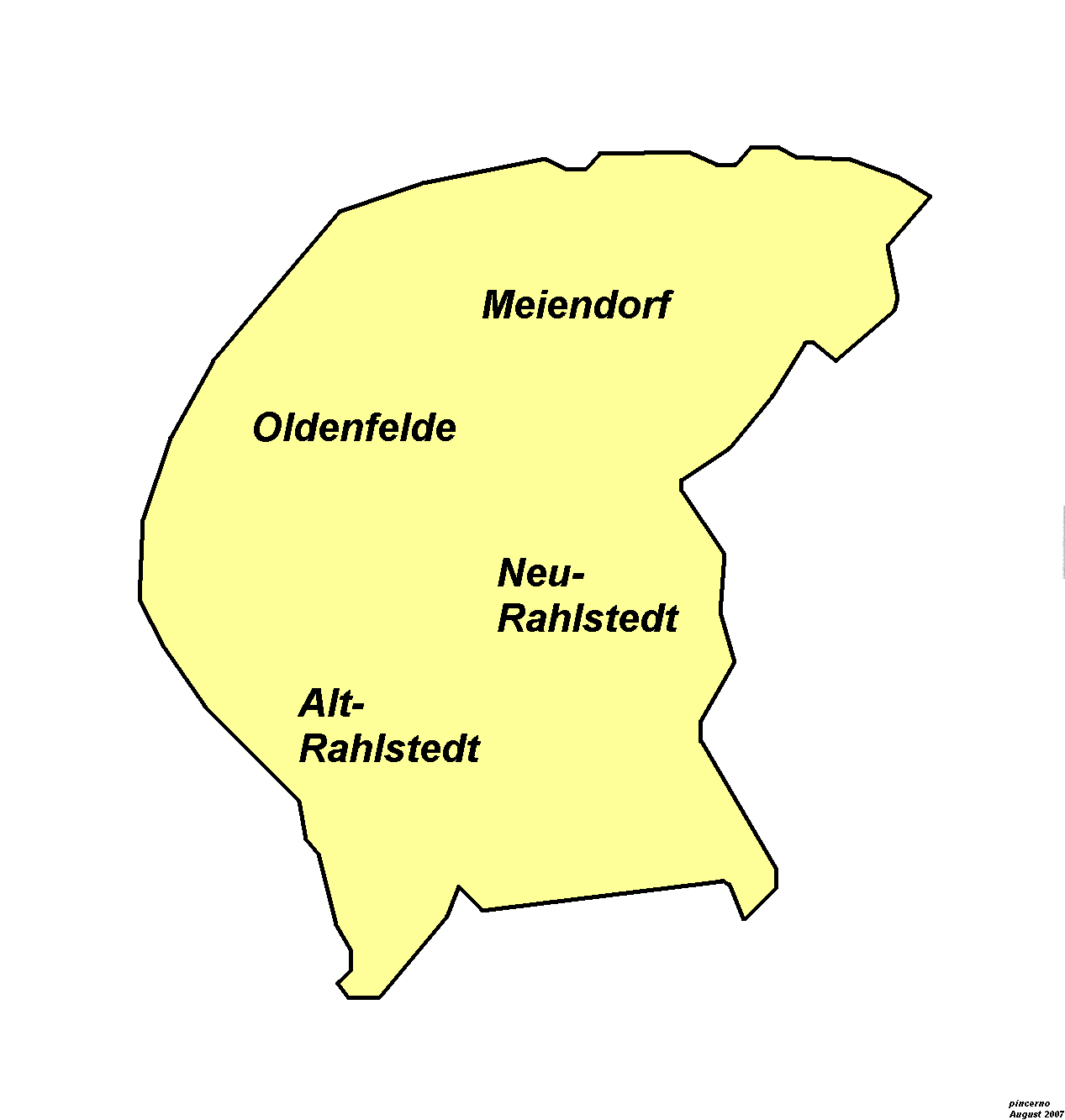
Die vier alten Dörfer

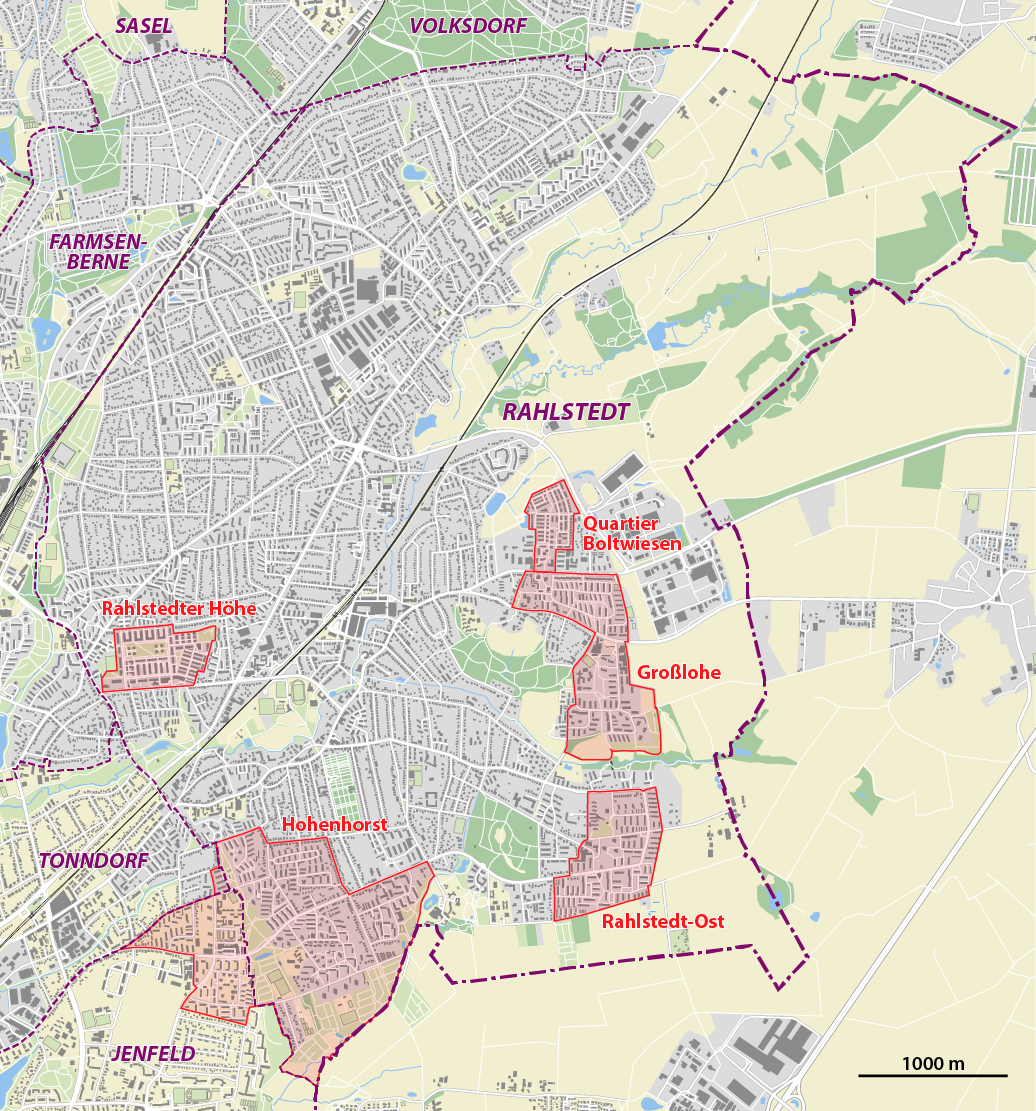
Siedlungsblöcke in Rahlstedt

Die ältesten überlieferten urkundlichen Erwähnungen erfolgten 1212 als Rothuluestad und 1248 als Radolvestede. Der Name verweist auf eine Gründung als sächsische Siedlung durch einen Mann namens Radolf oder Radulf, die Nachsilbe -stede bedeutet (Wohn-)Stätte. 
Alt-Rahlstedt (Olden Radoluesstede), Neu-Rahlstedt (Nyen Radoluesstede) und Oldenfelde (Oldenvelde) wurde in einer Urkunde vom 10. Oktober 1296 erwähnt, als die Einkünfte aus Groß- und Kleinzehnt von insgesamt 13 Dörfern an das Kloster Harvestehude übertragen wurden.
Rahlstedt lag jenseits der östlichen Grenzen Hamburgs, gehörte zum Herzogtum Holstein unter dänischer Krone und fiel mit ihm 1864 an Preußen.

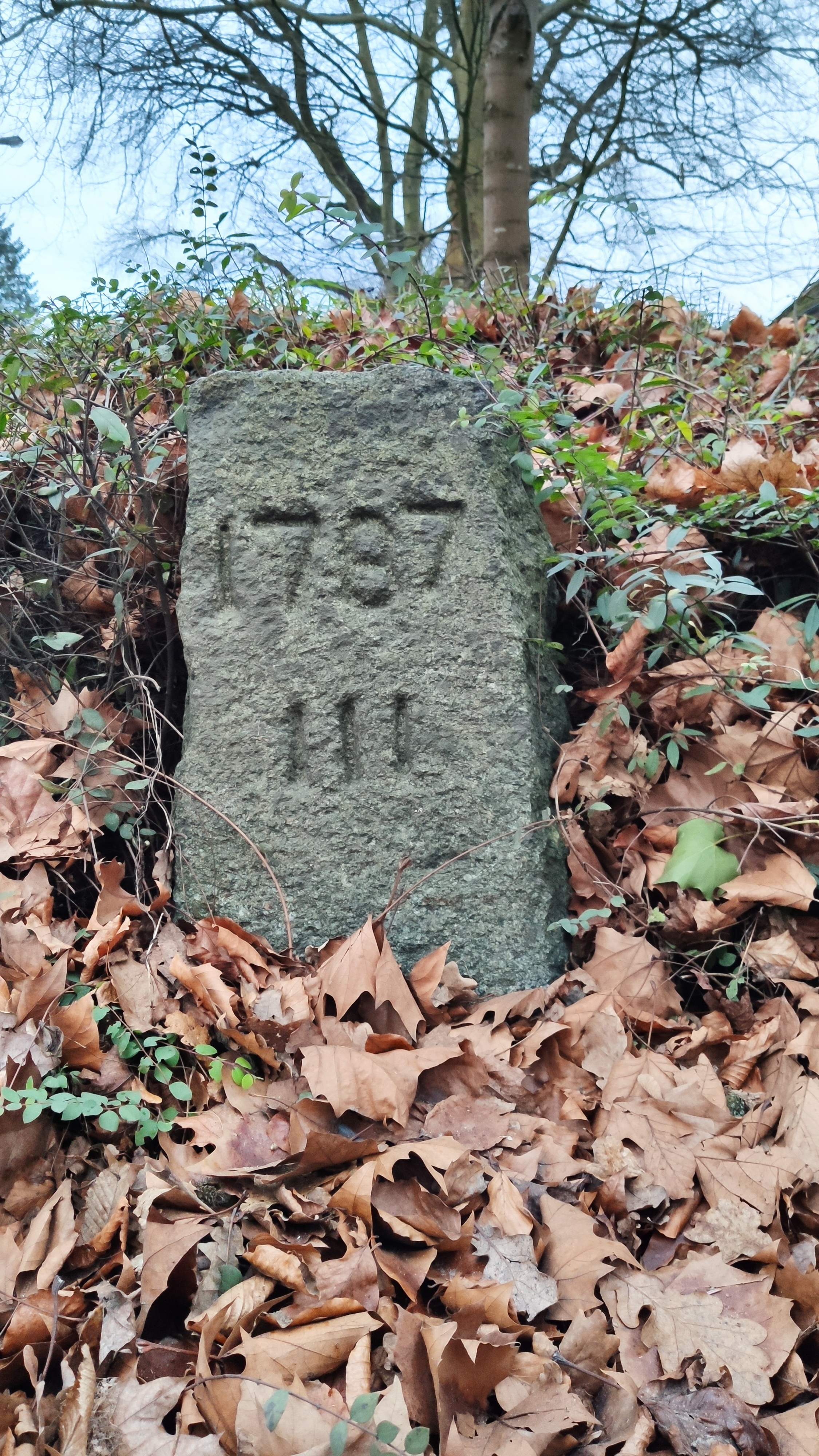
Triangulations-Grenzstein 1787, Hamburg Berne, an der historischen Grenze zwischen Dänemark und Hamburg

Am 29. September 1904 wurde zwischen dem Bahnhof Rahlstedt der Lübeck-Büchener Eisenbahn und Volksdorf die Elektrische Kleinbahn Alt-Rahlstedt–Volksdorf eröffnet und am 9. Mai 1907 bis Wohldorf verlängert, deren Restbetrieb bis 1961 existierte.
Um die Jahrhundertwende entwickelte sich Rahlstedt zu einem beliebten Villenvorort für wohlhabende Hamburger Kaufleute. In dieser Zeit entstanden viele Gründerzeit- und Jugendstilvillen, die in vielen Teilen das Erscheinungsbild Rahlstedts prägen.
1927 wurden die Landgemeinden Alt Rahlstedt, Neu Rahlstedt, Meiendorf und Oldenfelde sowie Teile von Tonndorf-Lohe und Jenfeld zur preußischen Gemeinde Rahlstedt zusammengeschlossen. Rahlstedt kam durch das Groß-Hamburg-Gesetz von 1937 dann zu Hamburg. Der alte Kern bestand aus dem Bahnhof, gelegen an der Bahnstrecke Lübeck–Hamburg (über Fehmarn nach Skandinavien) und der aus der Anfangszeit des Ortes stammenden ältesten Südstormarner Kirche, der heutigen Kirche Alt-Rahlstedt, an der Rahlstedter Straße.
Seit der Zeit des Nationalsozialismus war Rahlstedt nach der Errichtung der Boehn-Kaserne und der Graf-Goltz-Kaserne sowie eines Standortübungsplatzes eine bedeutende Garnison im Hamburger Raum. In den 1960er-Jahren wurde im Südwesten Rahlstedts der Ortsteil Hohenhorst geplant und gebaut sowie am östlichen Rand die Großsiedlungen Großlohe und Rahlstedt-Ost. Die Ortsteile Meiendorf und Oldenfelde wurden zunehmend mit Einzelhäusern bebaut.
In den 1990er-Jahren wurden fast alle militärischen Einrichtungen in Rahlstedt geschlossen. Der ehemalige Standortübungsplatz Höltigbaum wurde zum größten Teil zum Naturschutzgebiet und teilweise zum Gewerbegebiet Höltigbaum. Eine Gedenktafel erinnert seit 2003 an die 330 Exekutionen aufgrund von Militärgerichtsurteilen im Zweiten Weltkrieg. Auf zwei ehemaligen Kasernengeländen wurden neue Wohngebiete errichtet.

### Einwohnerentwicklung
Rahlstedt hat sich schrittweise zum einwohnerreichsten Hamburger Stadtteil entwickelt. Mit Errichtung einer Bahnstation 1893 zwischen Altrahlstedt, Oldenfelde und Neurahlstedt wurde der ländliche Ort für Besserverdienende und höhere Beamte erstmals als Wohnort abseits der Arbeitsstätte interessant. Ganze Straßenzüge entstanden in dieser Zeit um die Jahrhundertwende, deren Villen-Gebäude für Rahlstedt sehr typisch sind. Die zentralen Teile Rahlstedts sind auch heute noch von diesen Villen geprägt. Nach dem Zweiten Weltkrieg siedelten Flüchtlinge aus den ehemaligen deutschen Ostgebieten und ausgebombte Hamburger im Stadtteil an. Durch die Bildung der Ortsteile Hohenhorst, Rahlstedt-Ost sowie zunächst Großlohe-Nord und ab 1964 schließlich auch Großlohe-Süd Anfang der 1960er Jahre wurde Rahlstedt erheblich vergrößert. Diese Bereiche waren einst „Kuhkoppeln“ und wurden mit planmäßig angelegten Wohnanlagen und so genannten Plattenbauten bzw. Montagebauten und einigen Hochhäusern überbaut, daneben gibt es auch große Gebiete mit Reihenhaus- und Einzelhausbebauung. Damals waren diese neuen Ortsteile Rahlstedts so etwas wie eine Trabantenstadt, Wohnraum wurde dringend benötigt. Viele Hamburger, die bei der Hamburger Sturmflut 1962 am 16. und 17. Februar obdachlos wurden, zogen in die Neubaugebiete. Zwar hatte Rahlstedt längst vor der Flutkatastrophe angefangen zu wachsen, die Ereignisse beschleunigten jedoch das Wachstum.
Durch die Schließung zweier Kasernengelände (Boehn-Kaserne und Graf-Goltz-Kaserne) 1992 durch die Bundeswehr entstanden die neuen Siedlungsgebiete Rahlstedter Höhe (1996/1997) und Rahlstedter Boltwiesen (2000). Die neuen Siedlungen führten zu einem Anstieg der Einwohnerzahl auf damals über 85.000. Die Entwicklung hielt auch in den vergangenen Jahren an.

### Gliederung
Rahlstedt ist ein Zusammenschluss der alten Dörfer Altrahlstedt, Neurahlstedt, Lohe, Meiendorf und Oldenfelde sowie der neu dazugekommenen Quartiere Hohenhorst, Rahlstedt-Ost, Großlohe und Boltwiesen.

#### Alt-Rahlstedt
Alt-Rahlstedt wurde 1248 erstmals urkundlich erwähnt. Die Kirche Alt-Rahlstedt aus dem 13. Jahrhundert war Zentrum eines großen Kirchspiels. Im 14. Jahrhundert erwarb das Hamburger Domkapitel große Teile des Ortes. Im 16. Jahrhundert kam es zum alten landesherrlichen Amt Trittau. Im Dreißigjährigen Krieg quartierten sich 1627 die Feldherren der Katholischen Liga Tilly und Wallenstein in Alt-Rahlstedt ein.
1814 musste das Dorf nach dem Gefecht bei Braak rund 22.000 russische Soldaten und ihre Pferde bei deren Belagerung zum Entsatz von Hamburg beherbergen. Mit der Eröffnung des Bahnhofes 1893 – dessen Bau durch den Alt-Rahlstedter Fabrikanten Cord Eduard (Edward) Heinrich Grube (1856–1924) initiiert und gefördert wurde – erlebte Alt-Rahlstedt einen Aufschwung und wurde zum Hamburger Villenvorort. 1889 wurde Alt-Rahlstedt Sitz des gleichnamigen Amtes. 1896 wurde die erste Sparkasse des Ortes gegründet. Die Elektrische Kleinbahn Alt-Rahlstedt–Volksdorf–Wohldorf wurde am 29. September 1904 eröffnet und schloss die Hamburger Enklaven im Nordosten an das Eisenbahnnetz an.

#### Neu-Rahlstedt
Der Ortsteil Neu-Rahlstedt ist fast ebenso alt wie Alt-Rahlstedt. In Neu-Rahlstedt ist noch ein alter Dorfkern erhalten, der aufgrund seiner heutigen Hufeisenform entfernt an einen Rundling erinnert. Er wurde 1985 unter Milieuschutz gestellt. Im Jahre 2012 wurden weitere Teile Neu-Rahlstedts unter Ensembleschutz gestellt. In unmittelbarer Nähe des Dorfplatzes steht die 1961 von Olaf Andreas Gulbransson erbaute Martinskirche. Mit ihrem architektonisch bemerkenswerten Zeltdach und dem auffälligen weißen Anstrich weist sie stilistische Anklänge an die von Le Corbusier 1955 erbaute Wallfahrtskirche Notre-Dame-du-Haut bei Ronchamp auf. Die Kirchenfenster wurden von Hubert Distler geschaffen.

#### Meiendorf
Meiendorf ist hinsichtlich des Wohnungsbestandes gemischt. Der Norden besteht größtenteils aus Einzelhäusern, der Westen und die Mitte des Ortsteils weisen mehrstöckigen sozialen Wohnungsbau aus den 1960er Jahren auf. Vereinzelt finden sich insbesondere nahe dem alten Dorfkern auch Häuser aus der Gründerzeit.

#### Oldenfelde
Ein historischer Dorfkern von Oldenfelde besteht nicht mehr. Heute ist Oldenfelde sowohl von Einzelhausbebauung als auch von Bauten mit Sozialwohnungen der 1950er- und 1960er-Jahre geprägt, so dass die gegenwärtige Baustruktur Oldenfeldes als gemischt und abwechslungsreich bezeichnet werden kann.

#### Hohenhorst
Hohenhorst wurde am südwestlichen Rand des Stadtteils in den frühen 1960er-Jahren als von der Neuen Heimat (heute SAGA) vollständig durchgeplante moderne Siedlung errichtet. Hohenhorst umfasst auch Teile des angrenzenden Stadtteils Jenfeld mit dem Einkaufszentrum Berliner Platz und der Trinitatiskirche der Ev.-Luth. Markus-Kirchengemeinde Hohenhorst Rahlstedt-Ost. Die Straßen von Hohenhorst tragen Berliner Ortsnamen.

#### Rahlstedt-Ost
Rahlstedt-Ost bildet den südöstlichen Rand des Stadtteils an der Grenze zu den schleswig-holsteinischen Gemeinden Barsbüttel und Stapelfeld. Rahlstedt-Ost wurde von 1960 bis 1964 auf der grünen Wiese erbaut und besteht aus Zeilenbauten und Punkthochhäusern, vereinzelt auch Reihenhäusern und Einfamilienhäusern. Bauherr war die Neue Heimat (GWG), es entstanden knapp 1.000 öffentlich geförderte Wohneinheiten. Heute wird die Siedlung von der Hamburger Nachfolgegesellschaft SAGA verwaltet, die hier 2017 über 1.359 Wohnungen verfügte. Neben der städtischen Wohnungsgesellschaft SAGA verfügte die genossenschaftliche Wohnungsgenossenschaft Hamburg-Wandsbek von 1897 eG am Geesthachter Wegs 258 Wohneinheiten (Stand 2017). Rahlstedt-Ost im Sinne der Abgrenzung des RISE-Fördergebietes hat eine Größe von 90 Hektar und besteht im Wesentlichen aus den statistischen Gebieten 74031 und 74037. In Rahlstedt-Ost im Sinne dieses Zuschnitts wohnten 2015 etwa 5.700 Personen. In Rahlstedt-Ost befindet sich eine Grundschule, eine Stadtteilschule, mehrere Kitas und die evangelische Dankeskirche. Die Siedlung wird durch die Kielkoppelstraße und Am Sooren erschlossen.

#### Großlohe
Dieser Ortsteil am östlichen Rand des Stadtteils besteht überwiegend aus Siedlungsbauten der 1960er-Jahre, die meist in Plattenbauweise errichtet wurden.

## Politik

### Wahlergebnisse
Für die Wahl zur Hamburgischen Bürgerschaft bildet der Stadtteil den gleichnamigen Wahlkreis Rahlstedt. 
Bei den Bürgerschaftswahlen seit 1966 kam es zu folgenden Ergebnissen:
| Wahljahr  | SPD    | CDU    | AfD    | Grüne 1) | Linke 2) | FDP    | Übrige    |
| --------- | ------ | ------ | ------ | -------- | -------- | ------ | --------- |
| 2025      | 39,0 % | 23,3 % | 11,7 % | 11,6 %   | 06,3 %   | 01,9 % | 06,2 %    |
| 2020      | 46,8 % | 12,6 % | 07,9 % | 17,4 %   | 05,4 %   | 04,7 % | 05,2 %    |
| 2015      | 51,5 % | 18,8 % | 07,5 % | 06,9 %   | 05,4 %   | 06,7 % | 03,2 %    |
| 2011      | 51,0 % | 26,0 % | –      | 06,8 %   | 05,0 %   | 06,9 % | 05,1 %    |
| 2008      | 32,2 % | 48,6 % | –      | 06,2 %   | 05,5 %   | 04,8 % | 02,7 %    |
| 2004      | 30,5 % | 51,7 % | –      | 07,8 %   | –        | 03,1 % | 07,0 %    |
| 2001      | 36,6 % | 28,7 % | –      | 04,9 %   | 00,3 %   | 04,9 % | 24,6 % 3) |
| 1997      | 36,7 % | 34,0 % | –      | 09,3 %   | 00,4 %   | 03,0 % | 16,6 % 4) |
| 1993      | 39,9 % | 27,5 % | –      | 10,3 %   | –        | 04,0 % | 18,3 % 5) |
| 1991      | 47,0 % | 38,5 % | –      | 05,6 %   | 00,2 %   | 05,4 % | 03,3 %    |
| 1987      | 44,3 % | 43,4 % | –      | 04,6 %   | –        | 06,8 % | 00,9 %    |
| 1986      | 40,1 % | 46,4 % | –      | 07,7 %   | –        | 04,9 % | 00,9 %    |
| Dez. 1982 | 49,4 % | 41,1 % | –      | 06,1 %   | –        | 02,9 % | 00,5 %    |
| Jun. 1982 | 40,0 % | 46,7 % | –      | 06,6 %   | –        | 05,4 % | 01,3 %    |
| 1978      | 49,1 % | 40,3 % | –      | –        | –        | 05,3 % | 05,3 %    |
| 1974      | 41,0 % | 43,8 % | –      | –        | –        | 11,9 % | 03,3 %    |
| 1970      | 52,3 % | 35,3 % | –      | –        | –        | 07,7 % | 04,7 %    |
| 1966      | 54,9 % | 32,2 % | –      | –        | –        | 07,8 % | 05,1 %    |

Bei den Wahlen zur Bezirksversammlung ist der Stadtteil in die Wahlkreise Rahlstedt-Nord und Rahlstedt-Süd aufgeteilt. Bei Bundestagswahlen gehört Rahlstedt zum Bundestagswahlkreis Hamburg-Wandsbek.

### Gemeindevorsteher und Ortsamtsleiter
vor 1927: Altrahlstedt, ab 1927: Rahlstedt
- 1893–1906: Hermann Ohlendorff
- 1906–1919: August Singelmann
- 1919–1933: Heinrich Schulz (DVP)
- 1933–1945: Wilhelm Schulze (NSDAP)
- 1946–1969: Jonni Schacht (SPD)
- 1969–1993: Rolf Mietzsch (SPD)
- 1994–2006: Gudrun Moritz (SPD)

Mit der Umsetzung der Bezirksverwaltungsreform in Hamburg wurde der dreistufigen Verwaltung ein Ende gesetzt. Rahlstedt hat nun keinen eigenen Ortsamtsleiter mehr, sondern wird von einem sog. Regionalbeauftragten des Bezirksamtes Wandsbek betreut, der diese Funktion neben seiner eigentlichen Betätigung im Bezirksamt ausübt.

## Bevölkerung
- Anteil der unter 18-Jährigen: 18,3 % [Hamburger Durchschnitt: 16,8 % (2023)][16]
- Anteil der Haushalte mit Kindern: 20,4 % [Hamburger Durchschnitt: 17,8 % (2023)][16]
- Anteil der über 64-Jährigen: 20,9 % [Hamburger Durchschnitt: 17,8 % (2023)][16]
- Ausländeranteil: 19,5 % [Hamburger Durchschnitt: 20,7 % (2023)][16]
- Anteil von Leistungsempfängern nach SGB II: 9,8 % [Hamburger Durchschnitt: 10,0 % (2023)][16]
- Arbeitslosenquote: 5,7 % [Hamburger Durchschnitt: 6,2 % (2023)][16]

Rahlstedt hat eine durchwachsene Bevölkerungsstruktur, die Sozialräume mit einkommensstarken (etwa in Teilen Meiendorfs und Alt-Rahlstedts) und einkommensschwachen Einwohnern (etwa in Teilen Großlohes und Hohenhorsts) wechseln sich ab. Die durchschnittlichen jährlichen Einkünfte pro Steuerpflichtigen betrugen hier im Jahre 2020 etwa 41.242 Euro und sind damit etwas niedriger als der Hamburger Durchschnitt (48.035 Euro).

## Bildung
Die erste Schule wurde in Rahlstedt 1895 neben das zwei Jahre zuvor errichtete Pastorat gebaut. Seit 1921 gab es eine Mittelschule in der Barsbütteler Straße (heute Hüllenkamp), die 1929 Realschule wurde und seit 1937 Gymnasium ist. Dieses Gymnasium befindet sich jetzt an der Scharbeutzer Straße. Die Gebäude am Hüllenkamp beherbergen inzwischen eine Haupt- und Realschule sowie eine Grundschule. Außerdem gibt es Gymnasien in den Ortsteilen Oldenfelde (Gymnasium Oldenfelde in der Birrenkovenallee seit 1977) und Meiendorf (Gymnasium Meiendorf im Schierenberg). Grundschulen bestehen in Altrahlstedt, am Großlohering, Wildschwanbrook, Am Sooren, Bekassinenau, Brockdorffstraße, Kamminer Straße, Meiendorf, Nydamer Weg, Potsdamer Straße, Rahlstedter Höhe und in Neurahlstedt. Stadtteilschulen gibt es in Altrahlstedt, Oldenfelde und Meiendorf. Ferner bestehen eine Schule für geistig Behinderte in der Paracelsusstraße und zwei Förderschulen. Im Jahre 2007 erfolgte die Gründung der seither in Rahlstedt ansässigen Privatschule Neue Schule Hamburg.
Insgesamt kommt Rahlstedt damit auf 18 staatliche Schulen und eine Privatschule.

## Kultur und Sehenswürdigkeiten

### Bauwerke
- Die in ihren ältesten Teilen aus Feldsteinen errichtete Alt-Rahlstedter Kirche aus dem 13. Jahrhundert.[18]
- Viele zentrale Teile Rahlstedts sind von Jugendstil- und Gründerzeitvillen geprägt, die oft gut erhalten sind. Unter Architekten ist Rahlstedt aufgrund seiner Jugendstilensembles bekannt. Viele Häuser stehen deshalb unter Denkmalschutz bzw. Ensembleschutz, z. B. die Remstedtstraße.[19]
- Rahlstedt besitzt einen modernen Kern mit den Fußgängerzonen Schweriner Straße, Rahlstedter Bahnhofstraße und rund um den Bahnhof.
- In Rahlstedt befinden sich die Liliencronstraße und der kleine Liliencronpark samt Denkmal – beides ist dem Dichter Detlev von Liliencron gewidmet.[20]
- In der Nähe des ehemaligen Ortsamtes liegt auch die öffentliche Bücherhalle, ebenfalls nach von Liliencron benannt.[21]
- Wohnquartier am Altenhagener Weg: die vom Berliner Architekturbüro Springer Architekten für die Bauherrin Helvetia Versicherungen geplante Sanierung und Nachverdichtung des Quartiers erhielt am 8. Mai 2010 den BDA-Architekturpreis Nike in der Kategorie „besonderes soziales Engagement“.[22]
- Zentrum des Neubaugebietes Rahlstedt-Ost (Hohenhorst) ist die 1967 eingeweihte Dankeskirche. Zu dem von Professor Friedhelm Grundmann konzipierten Gemeindezentrum gehören Kirche, Pastorate, Mitarbeiterhaus, Kindergarten und Gemeindehaus. Im schlicht gehaltenen Kirchenraum wurden als Materialien Sichtbeton, Holz und Bronze eingesetzt. Die Prinzipalstücke (Altar, Kanzel und Taufbecken) wurden von H. W. Peters gestaltet.
- In Hamburg-Rahlstedt stand seit April 1994 am Hagenweg, hinter dem Naturschutzgebiet Stellmoorer Tunneltal nahe der Stadtgrenze, ein weithin sichtbarer 163 Meter hoher abgespannter Stahlfachwerkmast (53° 37′ 34″ N, 10° 11′ 46″ O), der als Sendemast für UKW-Hörfunk (Alster-Radio, 106,80 MHz, 40 kW ERP) und DVB-T diente und 2010 durch einen 250 Meter hohen Stahlrohrmast ersetzt wurde. Bis zur Aufnahme des DVB-T-Betriebes in Hamburg am 8. November 2004 wurden hier am Sender Höltigbaum auch analoge TV-Signale (VOX, NeunLive und N24/MTV2POP) abgestrahlt.

Siehe auch Liste der Kulturdenkmäler in Hamburg-Rahlstedt

### Musik- & Kulturfestival
- Seit 2011 findet in Rahlstedt jährlich im Sommer auf der Rockwiese am Schimmelreiterweg „Rahlstedt Rockt!“ statt. Ein Musik- & Kulturfestival, bei dem jeder teilnehmen kann. Musik, Tanz, Laienspiel und Talente aller Art finden hier Platz auf Bühne und Wiese. Dazu gibt es Kulinarisches aus der Region und der Welt. Organisiert wird das bunte Programm für die ganze Familie von der Neue Schule Hamburg.

### Theater
Als einziges Theater hat sich in Rahlstedt seit 1986 die Alt-Rahlstedter Theatergruppe etabliert. Das Amateurtheater spielt vorwiegend Klassiker.

### Rahlstedter Friedhof
Der Evangelische Friedhof Rahlstedt ist seit dem Jahr 1829 Begräbnisplatz der evangelisch-lutherischen Kirchengemeinde zu Alt-Rahlstedt. Für das Grabdenkmal des Schriftstellers und Bühnenautors Detlev von Liliencron schuf der Hamburger Bildhauer Richard Luksch die Figur der Rosenpflückerin. Seit 2014 steht dort der „Baum des Lebens“, den der Holzbildhauer Peer Oliver Nau innerhalb von zwei Jahren aus einer 125 Jahre alten, abgestorbenen Amerikanischen Roteiche entstehen ließ. Ein zentraler Punkt ist der Ewigkeitsbriefkasten: In den großen Hohlraum in und unter der Eiche können Briefe an die Verstorbenen eingeworfen werden.

## Wirtschaft und Infrastruktur

### Verkehr
Durch Rahlstedt verlief die teilweise vierspurig ausgebaute, zum Jahresbeginn 2015 herabgestufte Bundesstraße 75. Zwar nicht auf Rahlstedter Gebiet, aber in der Nähe liegt die Anschlussstelle Stapelfeld der Bundesautobahn 1.
Parallel zur ehemaligen B75 verläuft die Bahnstrecke Lübeck–Hamburg mit dem Bahnhof Hamburg-Rahlstedt, an dem Regionalzüge der Linie RB81 halten. Der Bahnhof trug zunächst die Bezeichnung Rahlstedt, bevor er in Folge des Groß-Hamburg-Gesetzes zum 1. April 1938 in Hamburg-Rahlstedt umbezeichnet wurde. 2011 wurde das alte Empfangsgebäude abgerissen. Seit längerem im Gespräch ist der Bau einer S-Bahn-Linie S4.
Die nordwestliche Grenze des Stadtteils bildet die U-Bahn-Linie 1 mit den Haltepunkten Oldenfelde und Berne.
Ferner ist der Stadtteil mit folgenden Bus-Linien des öffentlichen Nahverkehrs (Betrieben durch den Hamburger Verkehrsverbund) verbunden:
Metro- & Xpressbus-Linien:
- 9 Bf. Rahlstedt - Bf. Tonndorf - U Wandsbek Markt
- 11 Rahlstedt, Sorenkoppel - Hohenhorst - U Wandsbek Markt
- 16 Bf. Rahlstedt - U Straßburger Straße - Hauptbahnhof - S Reeperbahn - Bf. Altona - Osdorf/Schenefelder Platz
- 24 Bf. Rahlstedt - U Volksdorf - S Poppenbüttel - U Langenhorn Markt - U Niendorf Markt
- 26  Rahlstedt, Großlohe - Bf. Rahlstedt - U Farmsen - S Rübenkamp
- 27 U Billstedt - Jenfeld - Bf. Tonndorf - U Farmsen - S Wellingsbüttel
- 29 Gewerbepark Merkur - Bf. Rahlstedt - Jenfeld - U Billstedt - Bf. Bergedorf
- X35 Rahlstedt, Sorenkoppel - Jenfeld - Hauptbahnhof - Hamburg Messe - UK Eppendorf - Groß Borstel, Am Licentiatenberg

Stadtbus-Linien:
- 162 Bf. Rahlstedt - Hohenhorst - U Wandsbek Markt
- 167 Bf. Tonndorf - U Farmsen - U Berne
- 168/368 Bf. Rahlstedt - U Farmsen - U Berne - S Wellingsbüttel
- 275 Bf. Rahlstedt - U Berne - Wildschwanbrook - Meiendorf, Künnekestraße
- 263 (Rahlstedt, Großlohe) - Stapelfeld - Barsbüttel - Jenfeld - U Wandsbek Markt
- 264/364 Bf. Rahlstedt - Großensee - Trittau, Vorburg
- 362 Bf. Rahlstedt - Großlohe - Stapelfeld, Reinbeker Straße
- 462 Bf. Rahlstedt - Gewerbegebiet Stapelfeld/Braak
- 562 Rahlstedt, Sorenkoppel - Bf. Rahlstedt - Rahlstedt, Eichwischen

Nachtbus-Linien:
- 608 Rahlstedt, Großlohe - Bf. Rahlstedt - U Wandsbek Markt - Hauptbahnhof - S Reeperbahn
- 617 U S Barmbek - Steilshoop - U Berne - Meiendorf - U Farmsen - U Berne
- 618 Rahlstedt, Sorenkoppel - Jenfeld - U Wandsbek Markt

### Öffentliche Einrichtungen
Die Katholische Kirche betreibt in Rahlstedt seit 1925 ein Kinderkrankenhaus in der Liliencronstraße 130. Das Krankenhaus, ursprünglich ein Zufluchtsheim, wurde 1927 um ein Säuglingsheim erweitert und entwickelte sich nach Ende des Zweiten Weltkriegs schließlich zu einer Kinderklinik. Das Kinderkrankenhaus Wilhelmstift ist durch die gleichnamige Bus-Haltestelle (Linien 11, 29, X35 und 162) auch mit öffentlichen Verkehrsmitteln gut erreichbar. Die katholische Kirchengemeinde in Rahlstedt ist Mariä Himmelfahrt in der Oldenfelder Str. 23. Die Pfarrkirche wurde 1960 eingeweiht und steht zusammen mit dem Pfarrhaus und dem Kirchenvorplatz unter Denkmalschutz.

## Institutionen, Körperschaften, Vereine
- Streetlife e.V Straßensozialarbeit Rahlstedt
- Freiwillige Feuerwehr Meiendorf, Oldenfelde, Oldenfelde-Siedlung und Rahlstedt
- AMTV Hamburg – Sportverein im Ortsteil Alt-Rahlstedt
- TSV Hohenhorst – Sportverein im Ortsteil Hohenhorst
- Meiendorfer SV – Sportverein im Ortsteil Meiendorf
- Rahlstedter SC – Sportverein im Ortsteil Alt-Rahlstedt, vor allem Fußball
- Schützenverein Rahlstedt u. Umg. v. 1906 e. V. – Sportverein im Ortsteil Hohenhorst
- Rahlstedter Tischtennis-Club – Tischtennisverein im Ortsteil Oldenfelde
- Rahlstedter Hockey- und Tennisclub – Sportverein im Ortsteil Alt-Rahlstedt, gegründet 1919 als Altrahlstedter Hockey-Club
- SK Caissa Rahlstedt von 1965 e. V. – Schachklub
- Verein „Mehr Platz für Kinder e. V.“ – seit 1974 Betreiber und Träger eines Bau- und Aktivspielplatzes im Forst Hegen am Kittelweg.
- Bürgerverein Rahlstedt e. V. mit seinem Stadtteilarchiv – kümmert sich seit über 50 Jahren vor allem um kommunalpolitische und stadtteilbezogene kulturelle Angelegenheiten.
- Rahlstedter Kulturverein e. V. – Stadtteilkultur+Geschichte. Seit 1995 Veranstalter der Rahlstedter Kulturwochen und Herausgeber des Rahlstedter Jahrbuchs für Geschichte und Kultur
- KulturWerk Rahlstedt engagiert sich für ein Kulturzentrum. Die Ziele des Vereins sind, das kulturelle Leben in Rahlstedt zu fördern, zu bereichern und zu intensivieren.
- „Verein zur Förderung der kulturellen und politischen Bildung der Jugendlichen in Rahlstedt e. V.“ – betreibt seit inzwischen über 30 Jahren das Jugendzentrum Startloch.
- Verein „GroßKoZ e. V.“ – Großloher KommunikationsZentrum e. V. im Treffpunkt Großlohe.
- Seniorengemeinschaft Rahlstedt e. V. Der Verein versteht sich als Anlaufstelle für ältere Menschen, die aktiv bleiben wollen.
- Gemeinnütziger Verein Bauspielplatz Rahlstedt e. V.
- Der gemeinnützige Förderverein Dankeskirche e. V. bemüht sich um die langfristige Erhaltung der Dankeskirche in Rahlstedt-Ost
- Hanse-Tausch Hamburg, Tauschring im Osten Hamburgs, der auch in Hamburg-Rahlstedt aktiv ist
- Computer Tafel Hamburg e. V.
- Gruft Records – Das Silbergraue Gruftstudio e. V.
- Rahlstedter Leben – Das Stadtteilmagazin für Rahlstedt und Umgebung
- MZ Magazin – Das unabhängige und überparteiliche Monatsmagazin für Politik, Kultur und Wirtschaft (Meiendorfer Zeitung)

## Persönlichkeiten
- Elke Badde – SPD-Politikerin, lebt in Rahlstedt
- Otto Boris – Lehrer, Kunstmaler und Tier-Schriftsteller, lebte von 1941 bis zu seinem Ableben 1957 in Rahlstedt
- Leo Brawand – Mitbegründer und ehemaliger Chefredakteur des Nachrichtenmagazins Der Spiegel; lebte in Rahlstedt[27]
- Christoph Brüx – Komponist, Audio-Designer, Musikproduzent, UW-Filmer, Maler … lebt und arbeitet in Rahlstedt
- Ole Thorben Buschhüter – SPD-Politiker, lebt in Rahlstedt
- Ruslan Chagayev – usbekischer Berufsboxer, lebt in Rahlstedt
- Jens Cords – Künstler, lebte viele Jahre in Rahlstedt
- Till Demtrøder – Schauspieler, aufgewachsen in Rahlstedt, arbeitet in Rahlstedt
- Margarete Haller – Schriftstellerin, lebte und starb in Rahlstedt
- Dora Heyenn – SPD-Politikerin, lebt in Rahlstedt
- Hans Peter Korff – Schauspieler, lebte zuletzt in Rahlstedt
- Carlo Kriete – Maler und Grafiker, lebte in Rahlstedt
- Ingeborg Kummerow – Widerstandskämpferin, gehörte der Roten Kapelle an; geboren in Neurahlstedt
- Detlev von Liliencron – Dichter, lebte von 1901 bis zu seinem Tode 1909 in Alt-Rahlstedt und ist auf dem Rahlstedter Friedhof beigesetzt
- Hendrik Martz – Schauspieler, wuchs in Rahlstedt auf
- Nena – Sängerin (Neue Deutsche Welle), lebt in Rahlstedt
- August Nissen – lebte hier und entwarf etliche Villen als Architekt
- Alexander Posch – Autor, lebt in Rahlstedt
- Ortwin Runde – Politiker und von 1997 bis 2001 Erster Bürgermeister Hamburgs, lebt in Rahlstedt
- Peter Schmidt – Archäologe, 1940 in Rahlstedt geboren
- Olaf Scholz – Neunter Bundeskanzler der Bundesrepublik Deutschland, Erster Bürgermeister Hamburgs 2011–2018, wuchs in Rahlstedt auf und absolvierte dort sein Abitur
- Heinrich Steinhagen – Maler, Grafiker und Bildhauer, lebte in Rahlstedt
- Ellen Sell – Kinderbuchautorin, lebt in Rahlstedt
- Elke Vesper – Schriftstellerin, lebt und arbeitet in Rahlstedt
- Karl-Heinz Warnholz – CDU-Politiker, lebt in Rahlstedt
- Robert Wohlleben – Lyriker, wurde 1937 in Rahlstedt geboren
- Ekkehard Wysocki – SPD-Politiker, lebt in Rahlstedt